# Acanthodactylus bedriagai
Acanthodactylus bedriagai (гребнепала ящірка Бєрядги) — вид ящірок родини ящіркових (Lacertidae). Ендемік Алжиру. Вид названий на честь російського герпетолога Якова Бєрдяги.

## Поширення і екологія
Гребнепалі ящірки Бєрдяги мешкають на півночі Алжиру, переважно на Верхніх рівнинах та в горах Кабілії, за деякими свідченнями також в Тунісі. Вони живуть у відкритій кам'янистій місцевості, місцями порослій сухими чагарниками, на висоті до 1000 м над рівнем моря. Відкладають яйця.

## Збереження
МСОП класифікує стан збереження цього виду як близький до загрозливого. Acanthodactylus bedriagai загрожує знищення природного середовища.